# Ладакхский хребет
Ладакхский хребет — часть Каракорумского хребта, что простирается на 370 км на юг от истока реки Шайок в области Ладакх и пограничных областях китайского Тибета. Высоты в среднем 6100 метров, параллельно хребту течёт река Инд.
Плоскогорье Джангтанг в Тибете находится севернее хребта, это труднодоступная пустыня к северу от Гималаев, высоты там около 4200 метров над уровнем моря. Интересны для путешественников части хребта в районе Цоморари и монастыря Стак-Гомпа.
На склонах хребта скотоводы чангпа пасут своих яков и овец. Высокогорный и засушливый край малонаселён. В географическо-культурном плане напоминает Тибет. Несмотря на ограниченность ресурсов, в Ладакхе развилась богатая буддийская культура.
Ладакх не был изолирован от остального мира: туда не раз вторгались догры с юга, балти с запада, монголы из Центральной Азии и даже тибетцы с востока. Население Ладакха явно смешанного происхождения. В столице Ладакха — Лехе — сходились караванные пути, по которым из Кашмира и Тибета везли скот и шерсть (включая пашмину), бирюзу, коралл, серебро из Яркенда и Кашгара, специи и ткани из Индии и шёлк из Кашмира.
Два английских исследователя, посетившие Лех в 1820 году, — Уильям Муркрофт и Джон Требек — были поражены богатством города, построенного среди пыльной пустоши.